# Nicolau II de Lorena
Nicolau II de Lorena (en francès Nicolas François de Vaudémont) va néixer a Vervins (França) el 6 de desembre de 1609 i va morir a Reims el 25 de gener de 1670. Era fill del duc Francesc II de Lorena (1572-1632), comte de Vaudémont, i de Cristina de Salm (1575-1627). Fou cardenal i bisbe de Toul des de 1624 a 1634 quan va assumir, encara que només per uns mesos (del 19 de gener a l'1 d'abril del 1634), els títols de duc de Lorena i duc de Bar en abdicar el seu germà gran Carles IV. Va estudiar filosofia i teologia a la Universitat de Pont-à-Mousson (1622-1629).

## Biografia
Nascut el dia de la festa del sant patró de Lorena, va rebre el seu nom. En principi destinat a una carrera eclesiàstica, va esdevenir bisbe de Toul des de 1624 i cardenal el 1626 sense ser ordenat sacerdot la qual cosa era freqüent al món aristocràtic de l'època.

## El germà del duc
El seu germà Carles IV, Duc de Lorena i de Bar, es va aliar amb l'Emperador Ferran II i va sostenir a França als opositors al primer ministre, el cardenal de Richelieu sobretot autoritzant el matrimoni de la seva germana Margarida de Lorena amb Gastó d'Orleans, germà i hereu del rei Lluís XIII de França.
Va ser el pretext que va permetre al rei de França fer envair el Barrois i Lorena el setembre de 1633. Nicolau Francesc era més apreciat dels francesos que el duc Carles IV i aquest va jutjar preferible d'abdicar a favor del seu germà el 19 de gener de 1634.

## Duc
Nicolau Francesc es va concedir per provisió una dispensa per a un matrimoni amb la seva cosina Clàudia de Lorena (1612-48), filla del duc Enric II de Lorena, o va enviar l'endemà al papa una carta per assenyalar les raons per a les quals renunciava al cardenalat, es va fer rellevar dels seus vots i es va casar el 8 de març de 1634 amb la seva cosina, contrarestant els projectes del rei de França, perquè aquesta no fos casada amb un príncep estranger, ja que la llei sàlica no s'aplicava a Lorena i Barrois.
La població dels ducats va ser profundament hostil a l'ocupant francès, en la imatge de Pierre Fourier, sacerdot de Mattaincourt reputat per la santedat de la seva vida i qui morirà en exili o de Jacques Callot, artista gravador, que, en resposta a la demanda de Lluís XIII de França de gravar una placa commemorativa de la presa de Nancy, va respondre que preferia «perdre el braç».

## L'exili
El matrimoni inopinat del «cardenal», va incitar els francesos a posar la família ducal en residència vigilada. Nicolau Francesc i la seva esposa van aconseguir escapar-se l'1 d'abril de 1634 i es van refugiar al Franc Comtat, terra espanyola. Van anar llavors a Toscana amb la seva tia Cristina de Lorena, esposa del gran duc, després amb el seu oncle, el duc de Baviera Maximilià I a Múnic l'agost de 1636 i finalment a Venècia on es van quedar divuit anys.

## L'alliberament dels ducats
El 1654, després de la detenció del seu intrigant germà per les tropes del rei d'Espanya, va agafar el comandament de l'exèrcit Lorena. Davant el rebuig espanyol a alliberar el duc, es va unir a França i es va il·lustrar amb el seu fill Carles V de Lorena a la batalla de les Dunes el 14 de juny de 1658. Les seves victòries van permetre l'alliberament del seu germà, i la seva col·laboració amb el regne de França va permetre la restitució dels ducats (1661).
Va morir el 1670.

## Matrimoni i fills
El 17 de febrer de 1634, després d'haver-li estat acceptada la renúncia com a cardenal pel Papa Urbà VIII, es va casar a Lunéville amb la seva cosina Clàudia de Lorena (1612-1648), filla del duc Enric II (1563-1624) i de Margarida Gonzaga de Màntua (1591-1632). El matrimoni va tenir els següents fills:
- Ferran Felip (1639-1659)
- Carles V (1643-1690), casat amb Elionor Maria d'Habsburg (1653-1697), duc de Lorena i Bar
- Anna Elionor (1645-1646)
- Anna Maria (1648)
- Maria Anna Teresa (1648-1661), abadessa de Remiremont